# تيم كوين
تيم كوين (بالإنجليزية: Tim Quinn)‏ هو سياسي أسترالي، ولد في 26 يوليو 1949 في إبسوتش في أستراليا. حزبياً، نشط في حزب العمال الأسترالي. وقد انتخب Lord Mayor of Brisbane ‏ (30 مايو 2003 – 27 مارس 2004).